# L.A. 라이브

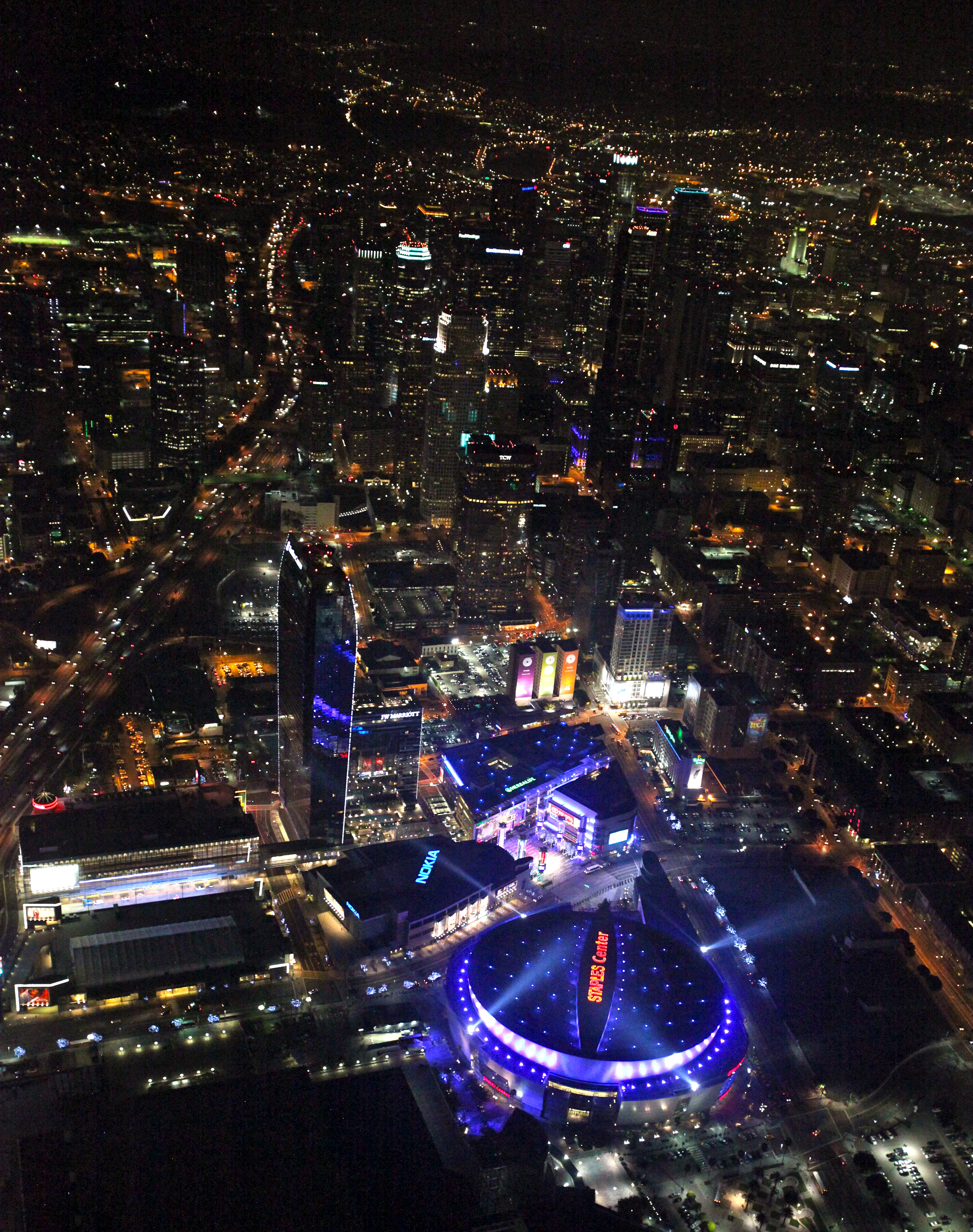

L.A. 라이브(영어: L.A. Live)는 미국 로스앤젤레스에 위치한 엔터테인먼트 단지이다.

## 같이 보기
- 로스앤젤레스의 마천루 목록
- 윌셔 그랜드 센터
- 크립토닷컴 아레나
- 돌비 극장